# Osmanthus delavayi

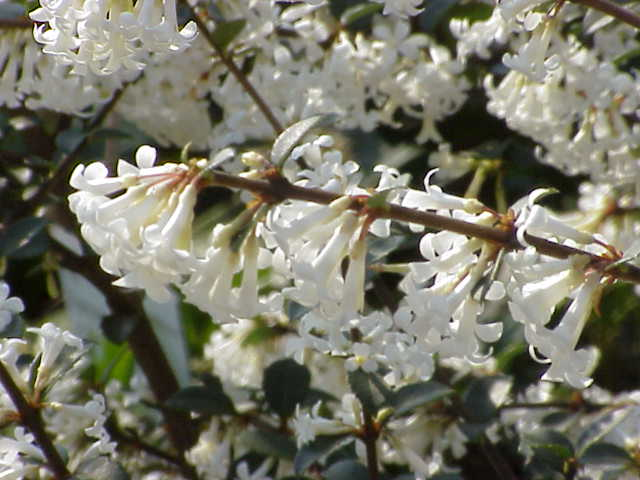
I fiori

Osmanthus delavayi Franch., 1886 è una pianta angiosperma appartenente alla famiglia delle Oleaceae, nativa delle regioni di Guizhou, Sichuan e Yunnan, nella Cina meridionale.
Si presenta come un arbusto sempreverde ed è ampiamente coltivato come pianta ornamentale nelle zone temperate e subtropicali.

## Storia
Osmanthus delavayi fu scoperto dal missionario gesuita e botanico Pierre Jean Marie Delavay nelle montagne vicino a Lan-kong, nella provincia dello Yunnan, in Cina, nel 1890. Il frate inviò alcuni semi al vivaista francese Maurice de Vilmorin che li distribuì tra vari coltivatori, ma uno solo di questi semi germogliò. Tutti gli O. delavayi dei giardini europei furono quindi clonati da questa unica fonte, fino a quando il botanico George Forrest non ottenne ulteriori forniture di semi dalla Cina dopo la prima guerra mondiale.

## Descrizione
Osmanthus delavayi fiorisce per diverse settimane tra la fine dell'inverno e l'inizio della primavera, producendo fiori più vistosi, ma meno profumati dell'Osmanthus fragrans, di cui viene considerato un sostituto nei giardini con clima meno mite. O. delavayi è un arbusto di media grandezza che raggiunge altezze normalmente di 2 metri e raramente può arrivare fino ai 5 metri, anche se questo richiede un tempo di circa 20 anni dal momento che si tratta di una specie a crescita lenta. Tende a produrre una corona molto ampia, tanto che gli esemplari più vecchi hanno una larghezza pari all'altezza.
Le foglie sono opposte, con un picciolo lungo da 0,8 a 1 cm; sono foglie coriacee, di forma da ellittica a ellittica-lanceolata con una lunghezza da 5 a 9 cm e una larghezza da 2,6 a 3,5 cm e un bordo solitamente finemente seghettato. Il colore della foglia va dal verde lucido al verde scuro.

## Distribuzione e habitat
È una specie originaria dello Yunnan, nella Cina meridionale. Cresce su versanti collinari asciutti e calcarei.

## Coltivazione
In Gran Bretagna ha ricevuto nel 1923 l'Award of Garden Merit da parte della Royal Horticultural Society.
Nella costa orientale dell'Australia e giù fino alla Tasmania, viene considerato un componente essenziale dei giardini. Negli USA viene incluso nel livello 7-9 delle zone di rusticità (in grado di resistere fino a -15 °C) e quindi può essere piantato in ambienti riparati fino della costa orientale fino a New York.

## Propagazione
O. delavayi è un arbusto utilizzato come elemento decorativo anche nei nostri giardini. Il suo profumo ricorda il gelsomino.
Si moltiplica per margotta. Il suo trapianto viene effettuato in autunno o in primavera. Predilige un terreno ricco e drenato, al sole o in mezz'ombra.
Per la manutenzione prevedere una potatura di pulizia dopo la fioritura.